# 黄花蛇根草
黄花蛇根草（学名：Ophiorrhiza ochroleuca）是茜草科蛇根草属的植物。分布在印度、锡金、不丹以及中国大陆的云南等地，多生于林下湿处，目前尚未由人工引种栽培。